# Schorndorf
Schorndorf là một thị trấn thuộc huyện Rems-Murr-Kreis, bang Baden-Württemberg, Đức. Nơi đây nằm cách Stuttgart khoảng 26 km về phía đông.